# Exocentrus sexseriatus
Exocentrus sexseriatus là một loài bọ cánh cứng trong họ Cerambycidae.